# Котурка
Коту́рка (Кото́р) — малая река в северо-западной части Киева, приток Горенки, огибает с западной стороны Пущу-Водицу.

Название речки происходит от слова «котур» — вода, влага. Упоминается в 1569, 1616 годах, как речка, протекающая через владения киевских церквей. В конце XIX — первой половине XX столетия существовала Котурская улица, которая проходила по краю села Пуща-Водица параллельно современной Курортной улице.

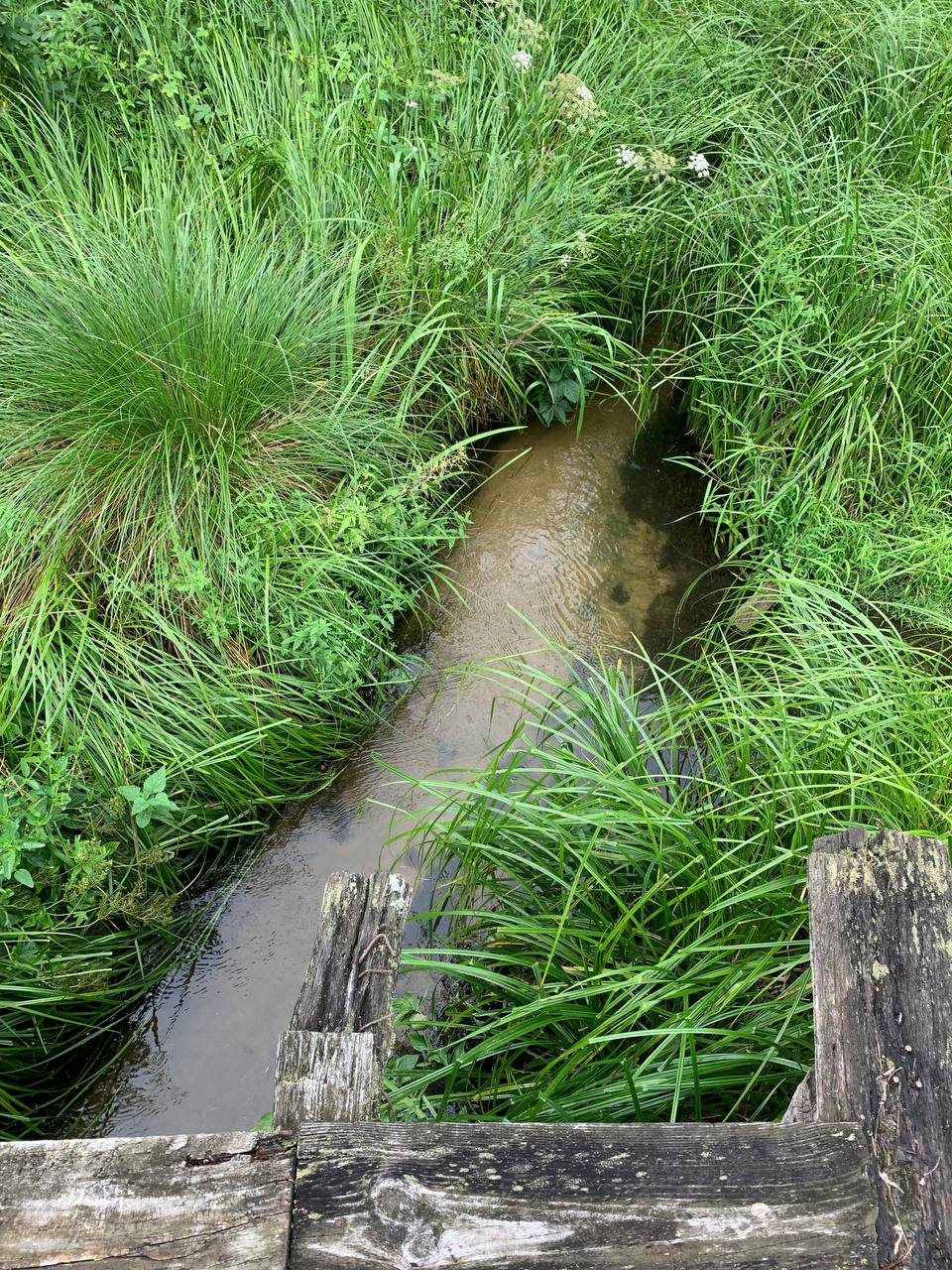
Котурка в естественном русле между прудами Дворец и Карачун

На реке ещё до середины XIX столетия был обустроен каскад прудов (Городской пруд, Горащиха, Дверец, Карачун). Пруды окультурены, на наибольших из них находятся пляжи. Река протекает через лес Киевского лесничества (кварталы 106, 94, 86, 116, 59, 45, 34, 25, 16, 11, 6), в нижнем течении — село Горенка. На правом берегу расположен парк «Пуща-Водица», левом берегу — заказник Пуща-Водица.

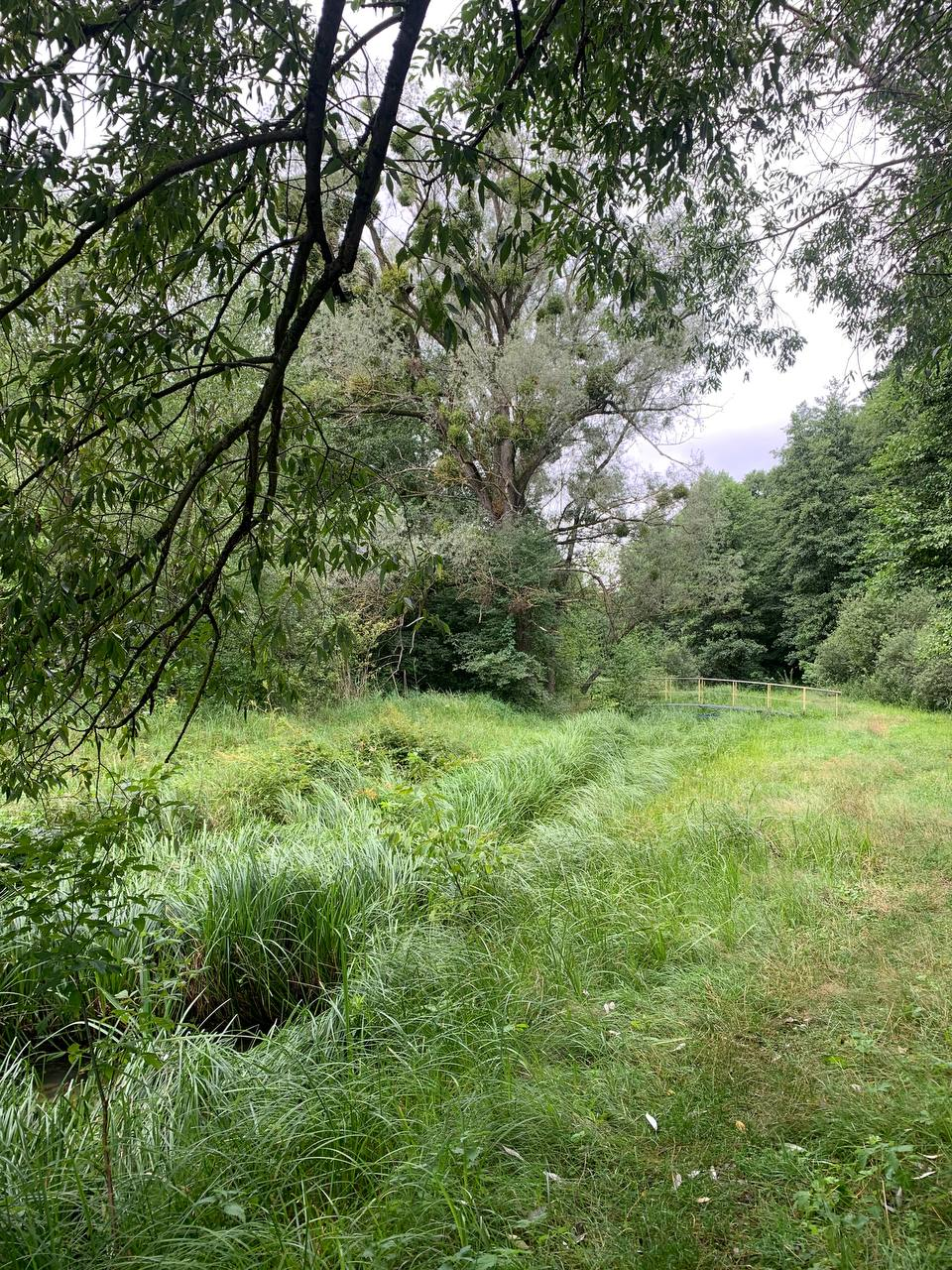
Долина Котурки в окрестностях Пущи-Водицы